# Groupe Casino
Groupe Casino är Frankrikes näst största börsnoterade bolag inom dagligvaruhandeln, efter Carrefour.

## Verksamhet
- Géant
- Casino Supermarché
- Petit Casino
- Cafétéria Casino
- Casino Mobile
- Monoprix
- Franprix
- Leader Price
- Leader Express
- Spar
- Vival
- Éco Service
- Cdiscount